# Wayne (hrabstwo Lafayette)
Wayne – miasto w Stanach Zjednoczonych, w stanie Wisconsin, w hrabstwie Lafayette.